# École polytechnique universitaire de l'université de Nice
Ne doit pas être confondu avec École polytechnique (France).
Ecole polytechnique de l'Université Côte d'Azur (Polytech Nice-Sophia) est l'une des 204 écoles d'ingénieurs françaises accréditées au 1er septembre 2020 à délivrer un diplôme d'ingénieur.
C'est l'école d'ingénieurs de l'Université Côte d'Azur (UCA). L'établissement fait partie du regroupement des treize écoles du réseau national d'école d'ingénieurs polytechnique universitaire (EPU ou École Polytechnique Universitaire) nommé Réseau Polytech.
L'école est située sur le site de la première technopole européenne : Sophia Antipolis, à environ 25 kilomètres de Nice, dans le département Alpes-Maritimes et la région Provence-Alpes-Côte d'Azur.

## Historique
Comme toutes les écoles polytechniques universitaires du réseau Polytech, Polytech Nice Sophia est née du regroupement de plusieurs écoles d'ingénieurs.

### École supérieure d'ingénieurs de Nice Sophia-Antipolis
L'Institut des spécialités industrielles de Nancy (ISIN) est créé en 1960. Il devient rapidement l'Institut des sciences de l'ingénieur de Nancy. Pour ses 25 ans l'établissement change une nouvelle fois de nom et devient l'École supérieure des sciences et technologies de l'ingénieur de Nancy (ESSTIN) avant de devenir le 1er février 2017 l'actuelle École polytechnique de l'université de Lorraine (Polytech Nancy).
En 1989, l'établissement se développe au niveau national et crée une option Ingénierie de la Communication à Nice. Finalement ce n'est qu'en 1991 que l'antenne niçoise, qui recrute sur Concours commun avec l'ESSTIN, devient l'École supérieure d'ingénieurs de Nice Sophia Antipolis (ESINSA).
Initialement implantée dans les locaux du Centre international de communication avancée (CICA), l'école s'est progressivement déplacée sur le site des Lucioles, puis, plus tard, dans campus SophiaTech (Campus STIC sur le site des Templiers) avec les autres départements d'ingéniéries Polytech.

### École supérieure en sciences informatiques
L'École supérieure en sciences informatiques (ESSI) a été créée en 1986 avec pour objectif la formation de haut niveau en informatique et dans les disciplines des sciences de l'ingénieur fortement utilisatrices de l'informatique. L'établissement délivrait un diplôme d'ingénieur en 3 ans et faisait mention de la spécialité : Sciences Informatiques ou Maths Appliquées.
En 1993, l'établissement disposait d'un bâtiment de 5 000 m2 sur le site des Templiers, situé entre la société Digital Equipement et l'Institut National de la Recherche en Informatique et Automatique.

### Magistère de Pharmacologie
Créé en 1991 et initialement placé sur Valrose, le magistère déménage sur Sophia Antipolis avec la création de l'école en 2005 sous la tutelle de Jean Louis Cousin.

### Polytech Nice Sophia
L’École supérieure d'ingénieurs de Nice Sophia-Antipolis et l’École supérieure en sciences informatiques, implantées à Sophia Antipolis depuis une quinzaine d'années, se regroupent en 2005 pour former l’École polytechnique de l'université de Nice.
Quelques mois plus tard, le Magistère de Pharmacologie (actuellement diplôme du Génie Biologique) est également rattaché à l'établissement.
En 2009, les différentes Écoles du réseau adoptent un nouveau logo unique : le P stylisé de Polytech. Plus tard, l'apostrophe qui suit la marque Polytech' est supprimé.
En 2012, tous les départements de l’ingénierie sont réunis sur un seul site et l'école fait sa première rentrée dans le tout nouveau Campus SophiaTech (à l'exception des classes préparatoires qui restent alors sur le site des Lucioles).

## Campus

### Sophia Antipolis
Situé en plein cœur de Sophia Antipolis, au sein de la Côte d'Azur, le nouveau campus SophiaTech a été inauguré le 4 octobre 2013.

### Le campus SophiaTech
L'ambitieux projet débuté en 1999, avait pour objectif de créer un campus de type américain, concentrant les étudiants les enseignants-chercheurs et chercheurs (de l'UNS, du CNRS, d'EURECOM, des Mines Paris Tech, de l'Inria et de l'INRA) et ouvert aux entreprises principalement dans le domaine des sciences et technologies de l'information et de la communication (STIC) et de ces applications.
Ce n'est que 10 ans plus tard que la première pierre sera posée le 14 décembre 2009.
Plus grand chantier de la région (en 2010), la première rentrée universitaire dans les locaux du campus SophiaTech s'effectue en septembre 2012, alors que le chantier n'est toujours pas terminé.
L'école Polytech Nice Sophia reste toutefois scindée en deux sites distincts :
- Le site des Lucioles (ancien bâtiment de l'ESINSA) abrite les PeiP.
- Le site des Templiers (anciennement ESSI) abrite désormais toutes les promotions d'étudiants ingénieurs Bac+3

## Recherche
La recherche s’appuie sur sept laboratoires universitaires et organismes de recherche :
- I3S : Informatique, Signaux et Systèmes
- LEAT : Électronique, Antennes, et Télécommunications
- Laboratoire de Mathématiques J.A Dieudonné de l’UNSA
- Centre de Biochimie de l’UNSA
- IPMC : Pharmacologie Moléculaire et Cellulaire
- INRA Agrobiotech
- INRIA, unité de recherche de Sophia Antipolis

autour en particulier des pôles de compétitivité SCS (solutions communicantes sécurisées) et PASS (parfums, arôme, senteur et saveur).

## Formation

### Diplôme d'ingénieurs
L'admission en Cycle initial Polytechnique se fait au niveau bac (concours GEIPI ou sur dossier). Tous les nouveaux étudiants passent également un entretien oral au mois de mai.
En Cycle Polytech, l'admission se fait à bac+2. Pour les départements d'Electronique, SI et MAM, l'admission se fait prioritairement via le CiP, puis pour les élèves de classes préparatoires (concours Archimède), de DEUG ou d'IUT (sur dossiers). Pour le département Génie Biologique, le CiP n'existant pas, le recrutement se fait après classes préparatoires, DEUG ou IUT. Des admissions parallèles sur dossier, sont aussi possibles en deuxième année de cycle polytechnicien pour les étudiants ayant une Maîtrise (bac+4)
Comme dans chaque école du réseau Polytech, les classes préparatoires nommées PeiP (ex CiP pour Cycle initial Polytech) sont ouvertes aux étudiants qui souhaitent intégrer une école Post-Bac après l'obtention du diplôme des lycées. L'admission se fait sur dossiers et est complété par le concours Geipi Polytech.
Polytech Nice Sophia héberge 4 des 5 domaines existants dans le réseau Polytech. L'école est composée de six départements proposant chacun différentes options et/ou spécialités.

### Les masters
Les deux Masters Polytech en hydrologie sont essentiellement réservés aux candidats internationaux avec des cours dispensés en anglais. Le diplôme est délivré par l'université de Nice.
L’école délivre aussi trois spécialités du master en informatique.

## Animations, Évènements et Vie Associative
Différentes associations régissent la vie étudiante du Campus SophiaTech. On compte plusieurs associations et clubs comme le Bureau Des Élèves (BDE), le Bureau de l'Humanitaire et de l'Environnement (BHE), le Bureau Des Arts (BDA), le Bureau Des Jeux (BDJ) ou le Bureau Des Sports (BDS). Polytech Nice Conseil est la Junior Création (Job Service) qui s'occupe de projets rémunérés dans toutes les disciplines de l'école.